# Аткинсон, Энтони
Сэр Энтони (Тони) Барнс Аткинсон (англ. Sir Anthony Barnes "Tony" Atkinson; 4 сентября 1944, Карлеон — 1 января 2017, Оксфорд) — британский экономист, создатель индекса Аткинсона.

## Биография
В 1966 году получил степень магистра в Кембридже. Работал в родном университете, в Лондонской школе экономики и политических наук, в Университетском колледже Лондона, в Массачусетском технологическом институте, в университете Суссекса, в Эссекском университете. С 1994 года профессор Оксфордского университета.
С 1974 года член, а с 1988 года президент Эконометрического общества. Президент Международной экономической ассоциации в 1989—1992 годах. Почётный член мюнхенского Центра экономических исследований. Президент Королевского экономического общества в 1995—1998 годах. С 1984 года член Британской академии. С 1994 года зарубежный почётный член Американской академии искусств и наук. Почётный доктор Стерлингского университета (1992).

## Вклад в науку
Работы Аткинсона преимущественно посвящены неравномерности распределения общественного богатства. Его именем назван индекс Аткинсона — один из показателей социального неравенства. Индекс используется бюро переписи населения США.
Аткинсон оказал значительное влияние на работы таких экономистов левого направления как Томас Пикетти и Джозеф Стиглиц.

## Политические взгляды
Аткинсон последовательно выступал за государственное вмешательство с целью уменьшения неравенства, выдвигая при этом достаточно радикальные идеи. Так, в своей последней книге «Неравенство» он высказывался за выплату всеобщего дохода (англ. participation income) всем, кто занят общественно-полезной работой, и введением налога на богатство, предназначенного для финансирования «наследственных выплат» всем гражданам по достижении 18 лет. Последовательно выступал против снижения налогов и считал, что снижение инфляции важнее снижения безработицы.